# Wassili Wassiljewitsch Kirsanow
Wassili Wassiljewitsch Kirsanow (russisch Василий Васильевич Кирсанов; * 19. August 1985) ist ein russischer Biathlet.
Wassili Kirsanow startet für das Zentrum für Sporttraining (Центр спортивной подготовки) in Uljanowsk. Als Junior war er schon erfolgreich, so wurde er mit der 3 × 6-km-Staffel als zweiter Läufer gemeinsam mit Koslow und Alexei Terechow Dritter der russischen Juniorenmeisterschaften in Ischewsk. Er nahm an der Winter-Universiade 2007 in Cesana San Sicario teil und belegte dort die Ränge 22 im Einzel und 24 im Massenstart. Seitdem konzentrierte er sich auf die Teildisziplin Crosslauf-Sommerbiathlon. Bei den russischen Meisterschaften 2008 in Ischewsk gewann er den Titel im Sprint. Damit qualifizierte er sich für die Sommerbiathlon-Weltmeisterschaften 2008 in der Haute-Maurienne und belegte dort die Plätze zwölf im Sprint und elf in der Verfolgung. Nächstes internationales Großereignis wurden die Sommerbiathlon-Europameisterschaften 2010 in Osrblie, bei denen Kirsanow Achter im Sprint und Sechster der Verfolgung wurde. Kirsanow ist Absolvent des Fachbereichs Sport der Staatlichen Pädagogischen Hochschule Uljanowsk (Ульяновский государственный педагогический университет имени И.Н.Ульянова).